# Marcelo Batista (apresentador)
Marcelo Batista (São Paulo, 16 de março de 1971), mais conhecido simplesmente como Batista, é um jornalista, locutor, repórter, comentarista e apresentador de rádio e televisão brasileiro. 
Atualmente, está no ar na Massa FM, onde apresenta o programa “Companhia da Massa”.

## Biografia
Em entrevista ao especial de 25 anos da RádiOficina, conta que, desde a infância, sempre ouvia rádio, gostava muito de música, esporte e humor e acreditava que no rádio poderia trabalhar com o que gostava. Na adolescência, cogitou tentar a carreira de jogador de futebol e inclusive atuou no time juvenil do São Paulo Futebol Clube, mas depois decidiu dedicar-se a realizar o sonho de trabalhar com comunicação.
Iniciou os estudos na área em 1989, na faculdade de Jornalismo da FMU FIAM-FAAM e em paralelo no curso de locução do SENAC. Estudou também na RádiOficina, escola referência no meio radiofônico, onde foi um dos primeiros alunos do curso de locução ministrado pelo grande comunicador Cyro César. Formou-se locutor profissional em 1990 e jornalista dois anos depois, em 1992.
Batista acumula passagens nas principais emissoras de rádio de São Paulo. Entre seus principais destaques no meio está a passagem pela Jovem Pan FM, na década de 90, onde foi um dos precursores do programa Pânico, além do formato inovador do programa Band Coruja, da Band FM, no começo da década de 2000.
Marcelo Batista também trabalhou como apresentador e repórter em grandes emissoras de TV, como Band, RedeTV! e ESPN.

## Carreira no rádio

### Transamérica FM: o começo de tudo
Em depoimento à RádiOficina, Batista contou que tudo começou quando, um dia, em agosto de 1989, ao reparar no quadro de anúncios no corredor da faculdade, o que mais lhe chamou a atenção foi um anúncio de vagas de estágio na Rádio Transamérica, pois sempre gostou muito de rádio.

Decidiu candidatar-se e ao chegar na emissora, soube que todas as vagas já haviam sido preenchidas, exceto a de atendimento ao ouvinte no período da madrugada. Para a surpresa de Ricardo Henrique, coordenador artístico da emissora à época, Batista prontamente aceitou a vaga e começou já no dia seguinte.
Entretanto, sempre foi muito curioso e queria saber como tudo funcionava, então não saía do estúdio da emissora, que, nas madrugadas, era comandado por Sandro Anderson, com quem Batista diz ter aprendido muito. Segundo conta, às vezes deixava até o telefone da rádio fora do gancho para não “ser atrapalhado” pelos ouvintes em suas idas ao estúdio. 
A essa altura, se interessava cada vez mais pelo rádio. Já tinha feito um curso na RadiOficina e estava terminando o curso de locutor no SENAC, quando, em 1990, a Rádio Transamérica iniciava os preparativos para a transmissão da Copa do Mundo.
Foi o coordenador Ricardo Henrique quem o convidou para ser radioescuta da emissora, atividade em que deveria acompanhar simultaneamente a transmissão do jogo pelas emissoras de TV, a fim de apurar informações para o narrador.
Estreou no ar em 10 de junho de 1990, como radioescuta na partida de Brasil x Suécia, jogo que foi narrado por Marcelo Braga, que também era diretor da emissora à época e hoje dirige o Grupo Mix de Comunicação. Também era o jogo de estreia do Brasil na Copa, ocasião em que venceu a Suécia por 2 a 1. 
Em sua primeira transmissão, Batista, que sempre gostou muito de futebol, prestou muito mais atenção no jogo em si do que nas informações que tinha que apurar pela TV, então sempre que era questionado sobre o que estava ocorrendo com os jogadores, debochava da situação, dizendo que “não tinha acontecido nada”, era apenas “frescura dos jogadores”, o que arrancava risos de todos. Após a transmissão da partida, foi chamado pelo diretor Marcelo Braga até a sua sala e foi profundamente elogiado.
Batista atuou como radioescuta durante toda a Copa do Mundo de 90. Com o término da Copa, devido a seu destaque, foi convidado a assumir o “Clube da Insônia”, nas madrugadas da emissora, onde permaneceu por três anos. 

### Jovem Pan FM: os primórdios do Pânico
Em 1993, Batista trocou a Transamérica pela Jovem Pan, onde no mesmo ano, junto com Emilio Surita e Fernando Mello, mais conhecido como Maestro Billy, estreou o programa Pânico, no ar até os dias atuais.

Emilio ficava no estúdio da rádio enquanto Marcelo Batista e Billy transmitiam direto da Avenida Paulista, em São Paulo, geralmente fantasiados de personagens conhecidos, como Batman, Robin e Homem-Aranha, entrevistando transeuntes.
Nesta época, o programa Pânico consistia simplesmente no atendimento telefônico dos ouvintes, que ligavam para fazer perguntas aos membros do programa ou simplesmente para participar e deixar recados.
Porém, muitos dos ouvintes que entravam no ar pedindo brindes, como bonés, camisetas e ingressos, passaram a ser xingados pelos apresentadores, o que tornou o programa mais divertido e atraiu a atenção de seus produtores, que o transformaram até chegar no formato conhecido hoje.
Marcelo Batista foi o enviado do Pânico para a cobertura da Copa de 1994, nos Estados Unidos.
Em uma palestra na RádiOficina, em 2017, descreveu a criação do formato, os bastidores da atração e contou como surgiu o nome do programa, uma brincadeira com o trânsito caótico de São Paulo e o nome da rádio, Jovem Pan.
Curiosamente, Batista permaneceu na emissora pelo mesmo tempo em que na Transamérica e deixou a Jovem Pan em 1996, antes de o Pânico ir para a televisão. 

### Gazeta AM: mais futebol!
Em 1996, Batista deixou o Pânico na Jovem Pan para trabalhar em um novo projeto, na área de esportes da Rádio Gazeta, veículo de comunicação de tradição e muito prestígio no ambiente esportivo.
Nos anos 90, depois das transmissões da Copa do Mundo de 1990 e da Copa do Mundo de 1994, a Rádio Gazeta vinha de uma trajetória de excelentes coberturas esportivas e do jornalismo geral, além do talentoso número de radialistas nas equipes de redação, técnica, produção e apresentação.
Marcelo Batista permaneceu na faixa de esportes da emissora por um ano, na equipe “A Dona da Bola”, e conciliava o trabalho com o de apresentador do programa Brahma Sports, na ESPN.

### Band FM: novo formato do Band Coruja e Diguinho
Da Gazeta foi para a Band FM, em 1999, apresentar o humorístico Band Coruja, que na época já existia, porém só tocava músicas. Foi Marcelo Batista o idealizador do formato em que há muita interatividade e participações dos ouvintes. O programa revolucionou a programação das madrugadas do rádio paulistano, servindo de referência e inspiração para vários outros programas concorrentes.
A ideia, segundo seu diretor à época, era “fazer companhia para o ouvinte”, algo que Batista fez muito bem, como demonstrava os excelentes índices de audiência do programa sob seu comando. Segundo índices de audiência, após a troca de formato, o programa registrava share de mais de 30%. Isso significa que, de cada 100 rádios ligados, pelo menos 30 estavam sintonizados no Band Coruja. 
Por detrás de um desses rádios estava Rodrigo Muniz, o “Diguinho” que já foi um fã do programa. Diguinho, que “tinha um problema de pulmão e passava a metade da semana no hospital sozinho”, conforme relatou em entrevista à coluna de Mônica Bergamo, na Folha de S.Paulo, em 2004, ligava sempre para Marcelo Batista e fazia muito sucesso entre os ouvintes do Band Coruja. 
Curado da doença, Diguinho trocou a faculdade de engenharia pela de Rádio e TV e foi contratado pela Band FM para ser assistente de Batista. Na época, Diguinho era conhecido como “Diguinho do Cavaco”.
Batista comandou o programa Band Coruja entre 1998 e 2001 e entre 2004 e 2006. De 2001 a 2004, apresentou o programa “Casa das Sogras”, uma sátira ao “Casa dos Artistas”, sucesso do SBT na época.
Antes de deixar a Band FM, em julho de 2006, apresentou ainda os programas “Papo Furado” e “Clube do Fã.

### 89 FM: Radiolândia
A 89 FM - que até então se chamava 89 A Rádio Rock - estava passando por uma crise de audiência. A frequente perda para as outras rádios de segmento jovem de São Paulo a fez mudar seus rumos.
Em 2006, após trocar a direção artística, a emissora decidiu fazer uma mudança radical, deixando de tocar apenas rock e investindo em música pop, além de alterar toda a grade de programação, extinguindo vários programas e lançando novos.
Em 17 de julho, a 89 decidiu substituir o programa “1,89”, apresentado por Luka Salomão, e lançar o “Radiolândia”, um programa de humor com apresentação de Marcelo Batista e participações de “Diguinho do Cavaco”, recém contratados da emissora.
Amigo da família Scornavacca, Marcelo Batista convidou o KLB para participar, pessoalmente, ao vivo, do programa de estreia, que foi um sucesso. No programa, Diguinho fazia entradas ao vivo direto da Avenida Paulista.
Batista permaneceu na 89 por apenas 10 meses e, em maio de 2007, trocou a emissora pela Metropolitana FM.

### Metropolitana FM: a criação do Cafeína
Em maio de 2007, estreou na Metropolitana FM, apresentando o programa "Cafeína" nas manhãs da emissora, ao lado de Dani Zanetti e não mais de Diguinho, que não o acompanhou na mudança para essa emissora.
O programa contava com diversos quadros como o "Rádio Relógio", onde Batista e Dani acordavam ouvintes com trotes e também o quadro "Necessitados", em que, com a ajuda dos próprios ouvintes, ajudavam pessoas com dificuldades materiais.
Após a saída de Dani Zanetti, Batista passou a dividir o programa com Marcilio Gabriel e Eduardo Huada, que interpretavam, respectivamente, “Faustão” e “Caipira”. Além dos trotes e notícias engraçadas, o programa também contava com o quadro “Qual o Seu Problema?”, onde Batista aconselhava e debochava dos problemas dos ouvintes. Caipira também fazia entradas ao vivo direto da Avenida Paulista.
Em 2013, o programa trocou de faixa de horário e de nome – passou das manhãs para as madrugadas e de “Cafeína” para “Cafeína Late Show”. No novo formato, foram mantidos os trotes e as notícias engraçadas e lançado o quadro “Qual o Seu Problema Sexual?”, com patrocínio de uma sex shop. Além disso, Marcilio Gabriel deixou o programa e, em seu lugar, foi contratada Flávia Fernandes, com a personagem “Mini Ruth”.
Batista deixou o Cafeína e a Metropolitana FM no final de 2014 e sob seu comando, tanto na faixa da manhã, quanto na madrugada, o programa sempre foi líder de audiência no segmento jovem.

### Tropical FM: era só o que faltava!
Em outubro de 2014, Batista foi contratado pela Tropical FM para apresentar o programa “Era Só o Que Faltava!”, que ia ao ar de segunda à sexta-feira, das 21h à meia-noite. O programa antecedia o “Show do Diguinho Coruja”, que à época também tinha trocado a Band FM pela Tropical FM.
O “Era Só o Que Faltava!” também tinha participação de “Léo Love”, personagem de Leonardo Cruz. Inicialmente não tinha quadros, com exceção do “Momento do Estagiário Inútil”, em que Leo Love contava uma piada sem graça e era xingado por Batista e pelos ouvintes.
O programa era pautado pela interação com os ouvintes e pela leitura de notícias curiosas e engraçadas. Uma vez por semana, às quartas, a astróloga Virginia Gaia participava do programa e respondia dúvidas e fazia leitura das cartas de tarô para os ouvintes.
No começo do Campeonato Brasileiro de 2015, Batista criou o quadro “Deixa Que Eu Chuto!”, onde, junto de Paulo Eugênio, comentava as partidas de futebol. O quadro deu tão certo que chegou a ser um programa substituindo o “Era Só o Que Faltava!” nas noites de segunda e quinta-feira. O “Era Só o Que Faltava!” ficou no ar por um ano e seis meses.
Batista deixou a Tropical FM em maio de 2016, dois meses após Diguinho Coruja também romper com a emissora. 

### Capital AM: o retorno ao esporte
Após a saída da Tropical FM, ainda em maio de 2016, estreou no novo projeto de esportes da Rádio Capital, o “Capital Futebol Show”, cujo formato era semelhante ao “Brahma Show”, em que cada um dos quatro grandes times de São Paulo tinha um narrador próprio.
No projeto, Marcelo Batista atuou como repórter e comentarista ao lado de Diguinho Coruja, que, na ocasião, estava no ar apenas no The Noite, do SBT
Além da transmissão dos jogos, o projeto também incluía o programa “Deixa Que Eu Chuto!”, que ia ao ar de segunda a sexta-feira, das 17h30 às 18h30 e entrevistava personalidades do esporte.
O projeto “Capital Futebol Show”, desenvolvido pela Pê Comunicação, do radialista e ex-deputado estadual Paulo Barboza Filho, filho do experiente radialista Paulo Barboza, tinha consultoria de Marcelo Braga, diretor do Grupo Mix de Comunicação, com quem Batista já havia trabalhado na década de 90, na Transamérica FM.
Batista deixou o projeto no final de 2016.

### Jovem Pan FM: o retorno

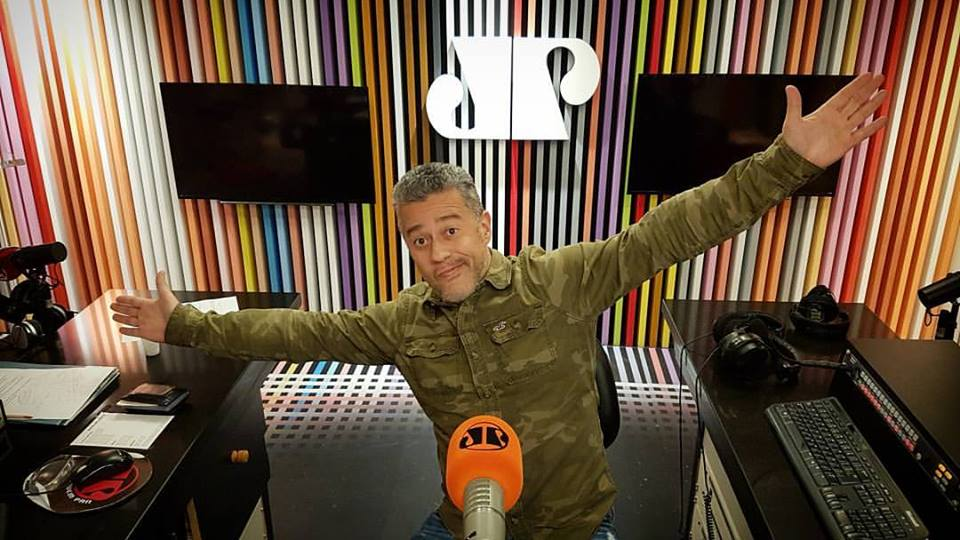
Batista, em 2017, no estúdio da Jovem Pan FM

Em 2017, retornou à Jovem Pan FM em uma rápida passagem.
Em abril, foi entrevistado pelo Pânico e em 15 de julho assumiu horários na programação “free” da emissora, onde apresentou programas como “Rock’nPop”, “As Mais Pedidas” e “As 7 Melhores”.
Deixou a Jovem Pan FM ainda no segundo semestre de 2017.

### Transcontinental FM: Madrugando e Bom dia Trans
Em 2018, Marcelo Batista foi contratado pela Transcontinental FM para comandar as madrugadas da emissora. Batista estreou em maio de 2018 apresentando o “Madrugando na Trans”, de segunda à sexta-feira, da meia-noite às 06h. Em maio de 2019 trocou as madrugadas pelas manhãs da emissora para apresentar o programa "Bom dia Trans", ao lado de Tânia Oliveira e Thiago Rocha. Batista permanceceu na Transcontinental FM até Setembro de 2020.

### Massa FM: Companhia da Massa
Em Setembro de 2020, Marcelo Batista foi anunciado pela rede Massa FM como seu mais novo comunicador . Batista foi contratado para apresentar o "Companhia da Massa", atração das madrugadas na emissora, que vai ao ar da meia-noite às 4h para toda a rede. A chegada de Batista à Massa FM cobriu um horário que estava vago na emissora, após a morte do apresentador Edgar Leonel, ocorrida no começo daquele mês.

## Carreira na televisão

### ESPN Brasil
Marcelo Batista também foi apresentador do programa Brahma Sports, que ia ao ar pela ESPN Brasil em 1996. Conciliava o trabalho na ESPN Brasil com os trabalhos no Pânico, na Jovem Pan FM. Pouco tempo depois, no mesmo ano, trocou a Jovem Pan FM pela Rádio Gazeta e deixou o entretenimento para dedicar-se ao esporte, tanto no rádio quanto na TV.
Na época, também chegou a escrever para a revista Placar, publicação da Editora Abril especializada em esporte. Apresentou o programa “Brahma Sports” por um ano.

### Band
Batista trabalhou em 2009, como locutor e repórter do Toda Sexta, programa de auditório da Rede Bandeirantes, apresentado por Adriane Galisteu.
No programa, comandava o quadro Rádio Toda Sexta, onde mostrava o que estava na moda, além de contar piadas. Também participava e comentava as entrevistas conduzidas por Galisteu no palco do programa. O Toda Sexta ficou no ar por um ano, entre abril de 2009 e abril de 2010. Logo após o fim do programa, Batista deixou a Band.

### RedeTV!
Em 2010, Batista foi contratado pela RedeTV!. Na época, de acordo com a coluna de Flávio Ricco no UOL, foi sondado para apresentar o game O Último Passageiro. A MCAtrês, assessoria em comunicação e marketing, chegou, inclusive, a enviar um release à imprensa com um resumo da carreira de Marcelo Batista e informando que ele havia sido escolhido como apresentador da atração.
Entretanto, o game show acabou indo ao ar apresentado pelo ator Mário Frias, e Batista foi, na verdade, para o programa Manhã Maior, onde foi repórter especial e, eventualmente, apresentador da atração. Deixou a emissora em 2011 e o Manhã Maior foi extinto no ano seguinte.

### Outros trabalhos na TV
No SBT, trabalhou no programa Curtindo uma Viagem, game show apresentado por Celso Portiolli em 2001. Na atração, que consistia em uma disputa, entre duas equipes, uma do sexo masculino, denominada de "5 Amigos", e outra do sexo feminino, denominada de "5 Amigas", Marcelo Batista fazia entradas em links nos locais de prova, quando essas eram externas.
Depois, em meados de 2005, foi repórter do Clube do Fã, na Band, onde entrevistava artistas. O Clube do Fã tinha uma versão de rádio homônima, transmitida pela Band FM. Nesta, Batista era o apresentador do programa.
Voltando à TV, na Band, também foi repórter do Sabadaço, programa de auditório apresentado por Gilberto Barros. Na atração, assim como no Curtindo uma Viagem, também fazia entradas em links com os artistas, nos locais de prova, e, às vezes, entrevistava famosos. Batista trabalhou ainda com Tom Cavalcante, no Show do Tom, da Rede Record..
Também já foi convidado para diversas entrevistas e participações no programa Todo Seu, de Ronnie Von, na TV Gazeta. No programa, já comentou sobre “xavecos masculinos”, apuros que já passou na internet e sua opinião sobre pessoas indecisas.

## Outros projetos

### Professor na RadiOficina
Em abril de 2018, foi anunciado como novo integrante do corpo docente da RadiOficina Cursos de Comunicação. Na ocasião do anuncio, Cyro César, fundador da escola, ressaltou a carreira de seu ex-aluno, construída em grandes emissoras de rádio. 

### Show de humor e palestras
Batista também apresenta shows de comédia stand-up. Entre os diversos shows que já participou, destaca-se o show Os Impossíveis, no Teatro Santo Agostinho, e, ainda, o show Circuito do Humor, onde participou da gravação do DVD homônimo em 2009.
Em 2013, enquanto apresentador do programa Cafeína, foi convidado para palestrar na 13ª Semana de Comunicação, evento organizado para alunos dos cursos de Comunicação Social das Faculdades Integradas Rio Branco. Na ocasião, falaria sobre humor no rádio e projetos capazes de unir rádio e internet, entretanto, por questões pessoais, não pôde participar.

### WEB
Também participou, entre 2017 e 2018, do projeto “Mais Live do Que Nunca”, um programa semanal apresentado por Kiko, do KLB, e transmitido através de live no Facebook, em que entrevistavam personalidades.
Em setembro de 2017 anunciou, via Facebook, o lançamento de um podcast. Pouco tempo depois, sondou alguns temas relevantes, entretanto, não deu continuidade ao projeto.

## Trabalhos

### Rádio
| Ano             | Emissora            | Programa (s)                                            | Função                      |
| --------------- | ------------------- | ------------------------------------------------------- | --------------------------- |
| 1990-1993       | Transamérica FM     | Copa do Mundo FIFA de 1990 e Clube da Insônia           | Rádioescuta e apresentador  |
| 1993-1996; 2017 | Jovem Pan FM        | Pânico e Copa do Mundo FIFA de 1994                     | Apresentador e repórter     |
| 1996-1997       | Rádio Gazeta        | A Dona da Bola                                          | Comentarista                |
| 1998-2006       | Band FM             | Band Coruja, Casa das Sogras, Papo Furado e Clube do Fã | Apresentador                |
| 2006-2007       | 89 FM               | Radiolândia                                             | Apresentador                |
| 2007-2014       | Metropolitana FM    | Cafeína                                                 | Apresentador                |
| 2014-2016       | Tropical FM         | Era Só o Que Faltava! e Deixa Que Eu Chuto!             | Apresentador                |
| 2016            | Rádio Capital       | Brasileirão 2016 e Deixa Que Eu Chuto!                  | Comentarista e Apresentador |
| 2018-2020       | Transcontinental FM | Madrugando na Trans e Bom dia Trans                     | Apresentador                |
| 2020-Presente   | Massa FM            | Companhia da Massa                                      | Apresentador                |

### Televisão
| Ano       | Emissora    | Programa (s)               | Função             |
| --------- | ----------- | -------------------------- | ------------------ |
| 1996-1997 | ESPN Brasil | Brahma Sports, a Rede Nº 1 | Apresentador       |
| 2001-2002 | SBT         | Curtindo uma Viagem        | Repórter           |
| 2005-2006 | Band        | Clube do Fã e Sabadaço     | Repórter           |
| 2009-2010 | Band        | Toda Sexta                 | Locutor e repórter |
| 2010-2011 | RedeTV!     | Manhã Maior                | Repórter especial  |

## Curiosidades
- Batista é “padrinho” de Diguinho Coruja, atual apresentador do Band Coruja, da Band FM, e locutor do The Noite, do SBT. [11]
- Antes de começar sua carreira no rádio, ainda na adolescência, Marcelo Batista jogava no time juvenil do São Paulo Futebol Clube e inclusive já havia considerado tentar a carreira de jogador de futebol.[2]
- Batista sempre diz que se considera um homem de sorte, pois, ao contrário da maioria dos comunicadores que atuam em São Paulo, maior mercado radiofônico da América Latina, nunca precisou trabalhar em emissoras de pequeno porte, no interior. Criou e mantém sua carreira em grandes emissoras de São Paulo.[2]
- Embora seja conhecido pelo seu jeito brincalhão, fazendo as pessoas rirem, Batista diz que não se considera um humorista, mas apenas um homem bem-humorado.[1]
- Fora do ar, Batista diz ser uma pessoa tímida, mas diante de um microfone se transforma e adora conversar e interagir com ouvintes. [1]
- Em 2009, Batista era cotado para ser apresentador do programa O Último Passageiro, na RedeTV!. Entretanto, o real apresentador foi Mário Frias e Batista foi para o programa Manhã Maior, onde foi apresentador e repórter especial.[35]
- Batista costuma brincar com o fato de ser azarão na televisão, já que todos os programas em que trabalhou na TV saíram do ar logo após a sua passagem.[2]